# Omar Kebba Mass
Omar Kebba Mass (* 20. Jahrhundert) ist ein Politiker im westafrikanischen Staat Gambia.

## Leben
| Parlamentswahl | Stimmen | Stimmanteil |
| -------------- | ------- | ----------- |
| 1997           | 3.405   | 64,71 %     |

Mass trat bei den Parlamentswahlen 1997 als Kandidat der United Democratic Party (UDP) im Wahlkreis Kiang West an. Er erreichte 64,71 % der Stimmen vor der Kandidatin der Alliance for Patriotic Reorientation and Construction (APRC) Menata Njie und dem Kandidaten der People’s Democratic Organisation for Independence and Socialism (PDOIS) Sulayman Darbo und gewann dadurch einen Sitz in der National Assembly. Bei den folgenden Parlamentswahlen 2002 trat Mass nicht mehr an und trat politisch nicht mehr in Erscheinung.